# Владимирский планетарий
Владимирский планетарий — планетарий города Владимира, 41-й в СССР, открыт в апреле 1962 года. Располагается в здании Николо-Кремлёвской церкви. На ближайшее время[когда?] намечен переезд планетария в специально построенное здание в центральном городском парке. Планетарий проводит лекции, беседы, наблюдения небесных тел, праздники, игры, викторины, выставки, концерты. Занятия ведутся не только по астрономии, но и по другим предметам — биологии, природоведению, истории и пр.

## Расположение
Планетарий находится в здании Николо-Кремлёвской («желтой») церкви на территории исторического кремля Владимира между Рождественским монастырем и зданием исторического музея. Рядом установлен памятник Александру Невскому.
Собственно Николо-Кремлёвская церковь — памятник архитектуры середины XVIII века. Типичный образец бесстолпного летнего посадского храма. Памятник федерального значения.

## История
Планетарий был открыт в апреле 1962 года, к годовщине первого полёта в космос. Сборный пластиковый купол диаметром восемь метров изготовили на Владимирском химическом заводе. В центре главного зала был установлен проекционный аппарат УП-4 — один из первых отечественных аппаратов «Планетарий». В процессе работы планетарий дооснащался новым оборудованием. Был приобретён трансфокатор, обеспечивающий приближение/удаление какого-либо объекта (планеты, спутники и т. д.). По основанию купола установили круговую панораму с ландшафтами Марса, Луны, Северного полюса и джунглей. Её дополнила панорама Владимира (худ В. И. Шамаев) — металлические кованые копии домов и храмов исторического центра города.
В фойе разместили макеты трёх первых искусственных спутников Земли, глобусы Земли и Луны, осколок Сихотэ-Алинского метеорита, наглядные пособия. В 70-е годы к ним добавился маятник Фуко, детали для которого изготовили на одном из городских заводов. В 90-е там же, в фойе, установили единственную в России диораму «Взлёт космического корабля „Энергия-Буран“».
В связи с претензиями Русской Православной церкви и объективно низкими демонстрационными возможностями (большая часть оборудования была создана в 60-е гг XX века) в 2006 году было принято решение о постройке для нужд владимирского планетария отдельного специально оборудованного здания. Строительство было начато в 2008 году в восточной части центрального парка (бывший парк им. 850-летия Владимира), на месте одного из снесённых павильонов, и длилось почти три года. Новое здание было введено в эксплуатацию в марте 2011 года. Сегодня в его боковых пристройках функционируют офисы и кафе. 1 августа 2012 года глава города Сергей Сахаров встретился с представителями немецкой компании Carl Zeiss для обсуждения вопросов установки специальной оптики и необходимого оборудования. Планируется, что обустраиваться планетарий будет усилиями двух бюджетов — городского и областного.